# Iwan Schekow
Ivan Shekov (bulgarisch Иван Жеков; * 21. März 1942 in Sofia, Bulgarien) ist ein bulgarisch-deutscher Komponist.

## Leben
Ivan Shekov studierte an der Musikhochschule in Sofia. Erste Kompositionen, meist für Klavier, schuf er noch als Schüler. Er war international als Konzertpianist tätig, so gab er Kammermusikkonzerte mit dem Cellisten Pierre Fournier, mit den Violinisten Mark Kaplan, Ricardo Odnoposoff, Daniel Podlovski, Dina Schneidermann, Emil Kamilarov, Mintcho Mintchev, mit dem Tenor  Luigi Alva, mit der Flötistin Lydia Oshavkova und anderen.
Ivan Shekov verfasste 1979 im Auftrag des Bulgarischen Fernsehens Lieder für Kinderchor und Kammerorchester. 1980 kam Shekov nach Deutschland und ließ sich in Tettnang nieder. 
Von 1983 bis 2006 unterrichtete er im Fach Klavier an der städtischen Musikschule Tettnang.
Shekov komponiert außer Orchester- und Vokalwerken vorwiegend konzertante Kammermusik für alle Instrumente und Kompositionen für junge Musiker.

## Auszeichnungen
- 1966: Goldmedaille des "Busoni"-Klavierwettbewerbs in Italien
- 1968: Silbermedaille des Viotti-Klavierwettbewerb in Italien
- 1992: Kompositionswettbewerb in Berlin 1992
- 1994: Kompositionswettbewerb in Lugano 1994